# 우크라이나의 HIV/AIDS

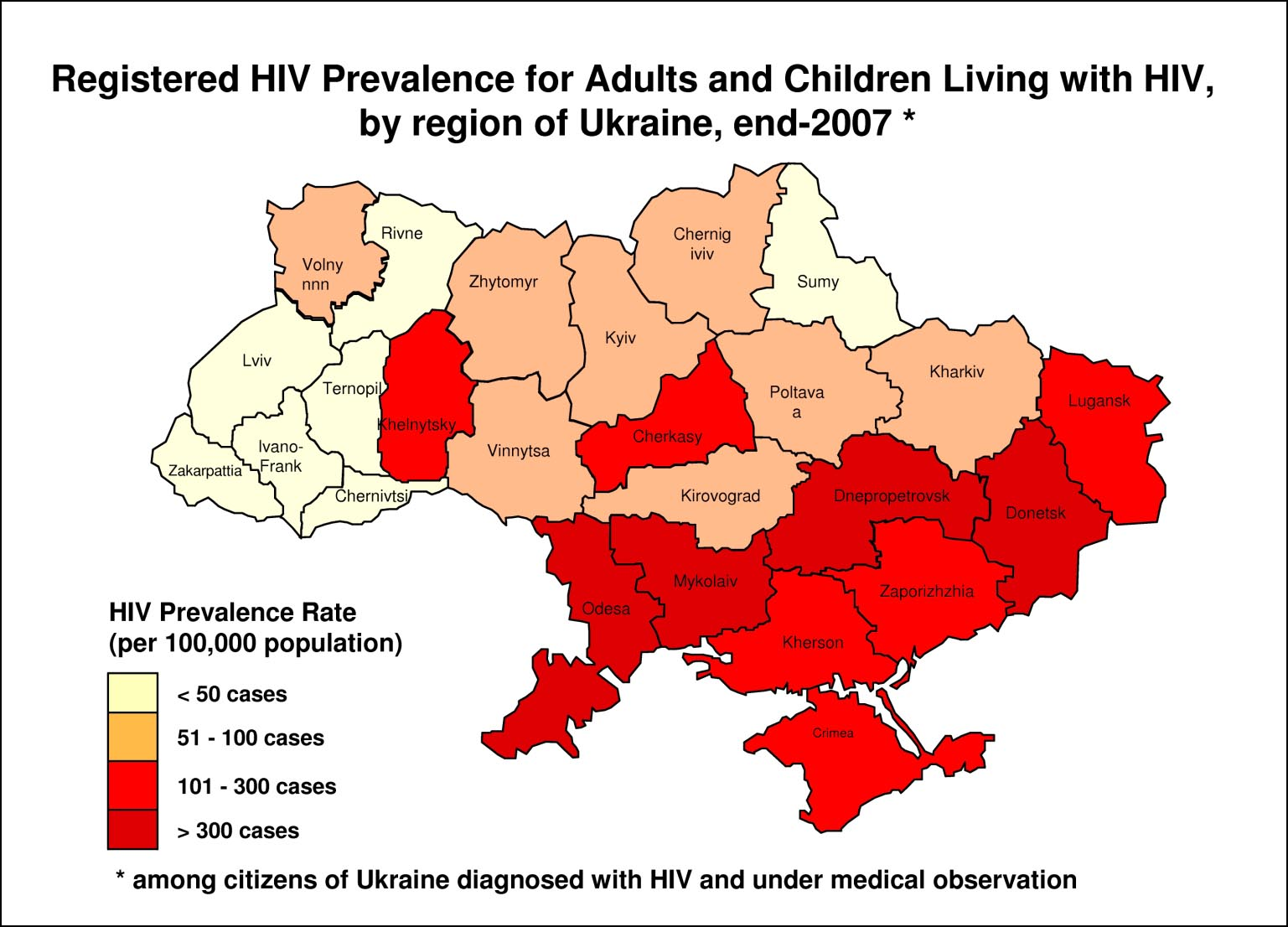
2007년 말의 우크라이나의 HIV 유병률

우크라이나에서의 후천면역결핍증후군은 세계에서 가장 빠르게 후천면역결핍증후군이 전염되는 지역 중 하나이다. 우크라이나는 후천면역결핍증후군 감염 사례 증가율이 동유럽에서 가장 높은 국가이며, 아프리카 이외의 지역에서는 HIV 유병률이 가장 높다. 전문가들은 2010년 8월에 우크라이나 성인 인구의 1.3%가 HIV에 감염되었다고 추정했는데, 이는 유럽 전체에서 가장 높은 수치이다. 2011년 후반 우크라이나에는 360,000명의 HIV 감염자가 있었고, 1987년에서 2012년 말 사이에 27,800명의 우크라이나인이 에이즈로 사망했다. 2012년 보고서에서 매일 57명의 새로운 HIV 양성 우크라이나인 사례와 11명의 에이즈 관련 사망이 일어난다고 밝혀졌다.
1987년 우크라이나 SSR에서 확인된 후천면역결핍증후군은 1990년대 중반까지 소수의 인구에 국한된 것처럼 보였으며, 심각한 경제 위기와 붕괴를 배경으로 마약 사용자 사이의 갑작스럽고 폭발적인 전염병이 발생했다. 2015년에 보고된 데이터에 따르면 전염병은 여전히 증가하고 있지만 소수의 마약 사용자에 의해 제한되지 않으며 감염된 여성의 수가 증가하면서 우크라이나 인구의 모든 부분에서 가속화되는 것으로 보인다고 평가했다. 우크라이나는 동유럽에서 후천면역결핍증후군 사례 증가율이 가장 높은 국가 중 하나이며 아프리카 이외의 지역에서는 성인 HIV 유병률이 가장 높다.

## 예방

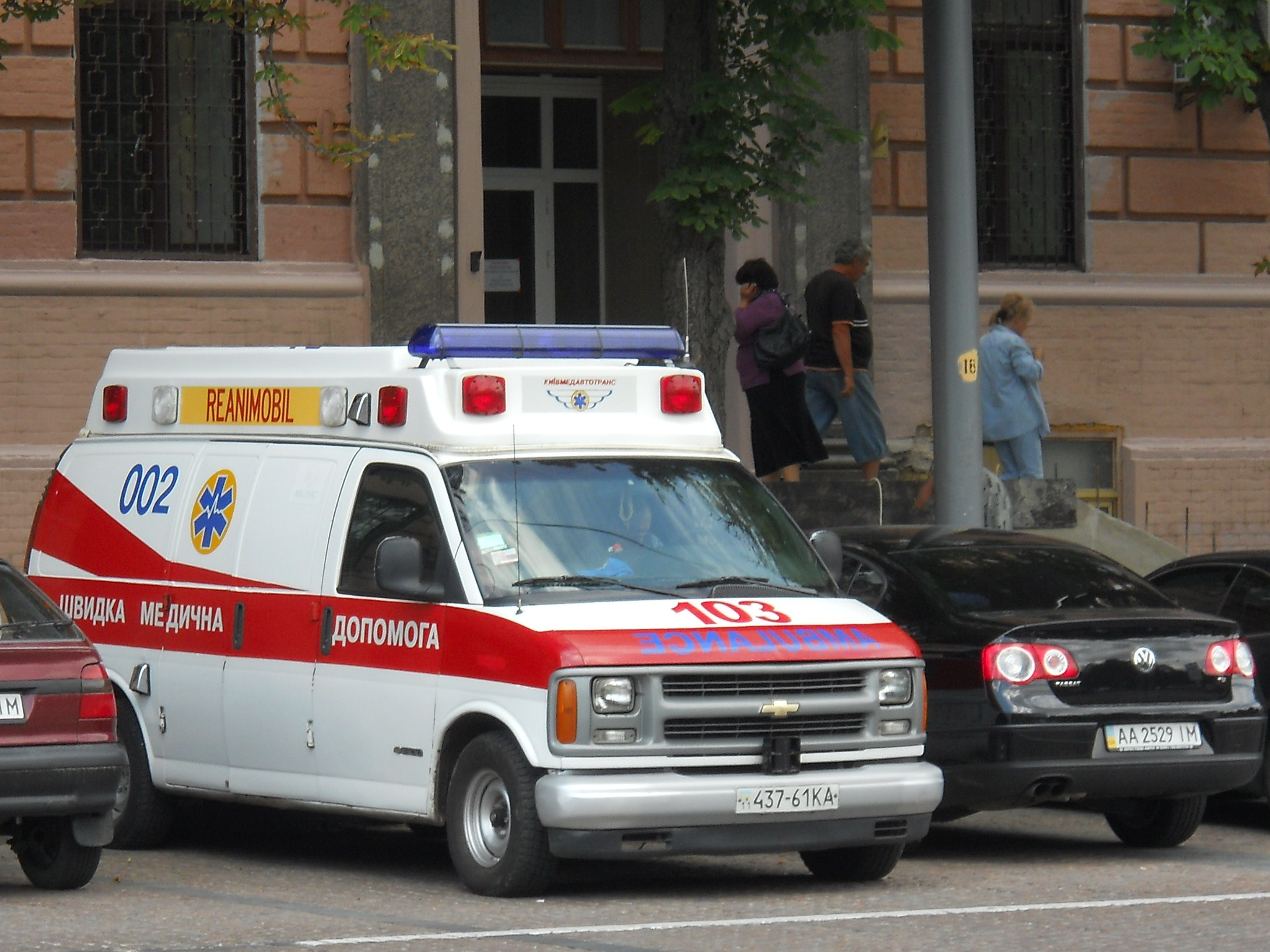
우크라이나의 수도인 키이우의 구급차

2001년부터 2015년 6월까지 HIV에 감염된 우크라이나 시민은 해외 여행이 금지되었고 HIV에 감염된 외국인은 우크라이나 입국이 금지되었다.

### 피해 감소 프로젝트
2003년부터 약물 대체 프로그램이 우크라이나에서 도입되었고, 2008년 9월 말까지 38개 지역에서 약 2200명에게 제공되었다. 대부분 부프레노르핀이 조제되며 이는 메타돈보다 훨씬 비싸다. 또한 덜 자주 사용되며 전 세계적으로 철저히 연구되지만, 부프레노르핀은 진통제로 간주되기 때문에 사회와 정치인에게 더 많이 받아들여지고 있다. 메타돈은 공공 비용으로 가입된 약물로 간주된다.
2012년에 환자와 옹호 단체는 우크라이나 에이즈 진료소에서 가끔 공급이 부족하다고 비난했다. 2012년 6월, 옹호 단체는 보건부 관리들이 엄청나게 비싼 가격에 에이즈 약을 구입한 다음 리베이트를 받아 에이즈 환자를 치료하는 데 사용해야 할 돈을 횡령했다고 비난했다.
돈바스 전쟁에서 도네츠크 인민 공화국과 루한스크 인민 공화국의 분리주의 당국은 메타돈과 대체 요법을 금지하고 약물 중독에 강경한 입장을 취했으며 대부분의 국제 의료 기구를 금지했다. 그 결과 후천면역결핍증후군에 걸린 사람들이 분리주의 통제 지역을 탈출했다.